# Dugdalea oculata
Dugdalea oculata är en spindelart som beskrevs av Forster och Norman I. Platnick 1985. Dugdalea oculata ingår i släktet Dugdalea och familjen Orsolobidae. Inga underarter finns listade i Catalogue of Life.